# Abdulhádí Chavádža
Abdulhádí Chavádža  (arabsky عبد الهادي عبد الله حبيل الخواجة‎) je bahrajnský politický aktivista. Po potlačení protivládních protestů byl spolu s osmi dalšími aktivisty odsouzen 22. června 2011 na doživotí. Mezinárodní organizace Amnesty International jej v dubnu 2012 prohlásila vězněm svědomí.